# The Café Terrace and Its Goddesses
The Café Terrace and Its Goddesses (jap. 女神のカフェテラス Megami no Kafe Terasu) – manga autorstwa Kōjiego Seo, publikowana na łamach magazynu „Shūkan Shōnen Magazine” wydawnictwa Kōdansha od lutego 2021. Na jej podstawie studio Tezuka Productions wyprodukowało serial anime, który emitowano od kwietnia do czerwca 2023. Drugi sezon był emitowany od lipca do września 2024.

## Fabuła
Akcja rozgrywa się w Miurze w prefekturze Kanagawa. Historia opowiada o Hayato Kasukabe, osieroconym chłopaku, który przeniósł się do Tokio, aby uczęszczać do tamtejszego liceum. Po zdaniu egzaminów na Uniwersytet Tokijski, wraca do Miury po tym, jak został powiadomiony o śmierci swojej babci, z zamiarem zamknięcia prowadzonej przez nią kawiarni, Café Terrace Familia. Na miejscu odkrywa, że w kawiarni pracowało pięć kobiet. Widząc ich zmagania i dowiadując się o ich bliskiej więzi z babcią, Hayato postanawia ponownie otworzyć kawiarnię.

## Bohaterowie
- Hayato Kasukabe (jap. 粕壁 隼 Kasukabe Hayato)

Seiyū: Masaaki Mizunaka 
- Ouka Makuzawa (jap. 幕澤 桜花 Makuzawa Ōka)

Seiyū: Ruriko Aoki 
- Ami Tsuruga (jap. 鶴河 秋水 Tsuruga Ami)

Seiyū: Sayumi Suzushiro 
- Riho Tsukishima (jap. 月島 流星 Tsukishima Riho)

Seiyū: Aya Yamane 
- Shiragiku Ono (jap. 小野 白菊 Ono Shiragiku)

Seiyū: Azumi Waki 
- Akane Hououji (jap. 鳳凰寺 紅葉 Hōōji Akane)

Seiyū: Asami Seto 
- Sachiko Kasukabe (jap. 粕壁 幸子 Kasukabe Sachiko)

Seiyū: Kazue Ikura 
- Kikka Makuzawa (jap. 幕澤 橘花 Makuzawa Kikka)

Seiyū: Sumire Uesaka 
- Hekiru Yoshino (jap. 吉野 碧流 Yoshino Hekiru)

Seiyū: Kana Hanazawa 
- Moemi Sо̄ya (jap. 宗谷 萌美 Sо̄ya Moemi)

Seiyū: Reina Ueda 
- Ririka Chiyoda (jap. 千代田 莉々歌 Chiyoda Ririka)

Seiyū: Ayana Taketatsu 
- Valentina Azuma (jap. ヴァレンティーナ吾妻 Vuarentīna Azuma)

Seiyū: Yū Serizawa 
- Mao Takasaki (jap. 高崎 舞乙 Takasaki Mao)

Seiyū: Rie Takahashi 

## Manga
Pierwszy rozdział mangi został opublikowany 17 lutego 2021 w magazynie „Shūkan Shōnen Magazine”. Następnie wydawnictwo Kōdansha rozpoczęło zbieranie rozdziałów do wydań w formacie tankōbon, których pierwszy tom ukazał się 17 maja tego samego roku. Według stanu na 17 lipca 2024, do tej pory wydano 16 tomów.
Specjalna edycja 10 tomu została wydana z okazji zwycięstwa postaci Akane Hououji w ankiecie popularności. Dołączono do niej broszurę zatytułowaną „Akanebon”, która zawiera ilustracje i dodatkowe komiksy.
| Nr | Data wydania (język japoński) | ISBN (język japoński)  |
| -- | ----------------------------- | ---------------------- |
| 1  | 17 maja 2021                  | ISBN 978-4-06-523407-5 |
| 2  | 16 lipca 2021                 | ISBN 978-4-06-524008-3 |
| 3  | 17 września 2021              | ISBN 978-4-06-524832-4 |
| 4  | 17 grudnia 2021               | ISBN 978-4-06-526289-4 |
| 5  | 17 marca 2022                 | ISBN 978-4-06-527290-9 |
| 6  | 17 czerwca 2022               | ISBN 978-4-06-528182-6 |
| 7  | 16 września 2022              | ISBN 978-4-06-528662-3 |
| 8  | 17 listopada 2022             | ISBN 978-4-06-529633-2 |
| 9  | 17 lutego 2023                | ISBN 978-4-06-530576-8 |
| 10 | 17 kwietnia 2023              | ISBN 978-4-06-531253-7 |
| 11 | 14 lipca 2023                 | ISBN 978-4-06-532185-0 |
| 12 | 17 października 2023          | ISBN 978-4-06-532897-2 |
| 13 | 15 grudnia 2023               | ISBN 978-4-06-533905-3 |
| 14 | 16 lutego 2024                | ISBN 978-4-06-534566-5 |
| 15 | 16 maja 2024                  | ISBN 978-4-06-535509-1 |
| 16 | 17 lipca 2024                 | ISBN 978-4-06-536166-5 |
| 17 | 17 października 2024          | ISBN 978-4-06-537127-5 |

## Anime
Telewizyjny serial anime oparty na mandze został zapowiedziany 8 września 2022. Został wyprodukowany przez studio Tezuka Productions i wyreżyserowany przez Satoshiego Kuwabarę. Scenariusz napisał Keiichirō Ōchi, projekty postaci przygotował Masatsune Noguchi, a muzykę skomponowali Shu Kanematsu i Miki Sakurai. Seria była emitowana od 8 kwietnia do 24 czerwca 2023 w bloku programowym Super Animeism na antenach MBS i TBS. Prawa do dystrybucji serii poza Azją nabył Crunchyroll.
Drugi sezon został ogłoszony po emisji dwunastego odcinka. Był emitowany od 5 lipca do 20 września 2024 w bloku programowym Super Animeism Turbo.

### Ścieżka dźwiękowa
| Seria          | Tytuł                                 | Wykonawca                                         | Źródło |
| Czołówka       | Czołówka                              | Czołówka                                          |        |
| -------------- | ------------------------------------- | ------------------------------------------------- | ------ |
| 1              | „Unmei kyōdōtai!” (jap. 運命共同体！) | Neriame                                           | [ 3 ]  |
| 2              | „Charge!”                             | Hikari Kodama                                     | [ 31 ] |
| Napisy końcowe |                                       |                                                   |        |
| 1              | „Dramatic” (jap. ドラマチック)        | Miki Satō                                         | [ 3 ]  |
| 2              | „Nacchatta” (jap. なっちゃった！)     | VTuber Aglio, Olio e Peperoncino (a.k.a. Pepechi) | [ 31 ] |

## Odbiór
W kwietniu 2023 manga miała w obiegu ponad 1 milion egzemplarzy.